# Jerzy Wojciech Wójcik
Jerzy Wojciech Wójcik (ur. 11 kwietnia 1937 w Przemyślu) – polski prawnik, kryminolog i kryminalistyk, nauczyciel akademicki, praktyk bankowy, analityk przestępczości ekonomicznej, dr hab., prof. nadzwyczajny Wszechnicy Polskiej Szkoły Wyższej w Warszawie i tam zatrudniony w Katedrze Nauk o Bezpieczeństwie. Członek Polskiego Towarzystwa Kryminalistycznego im. prof. Stanisława Batawii. Zainteresowania badawcze od wielu lat kieruje na zagadnienia dotyczące: przestępczości zorganizowanej i patologii obrotu gospodarczego, bezpieczeństwa instytucji i transakcji finansowych, ochronie informacji i wywiadu gospodarczego. Jest autorem ponad 200 publikacji naukowych i popularnonaukowych, w tym 33 książek.

## Życiorys
Pochodzi z rodziny górników soli w Wieliczce. Maturę ogólnokształcącą zdał w Korpusie Kadetów im. gen. K. Świerczewskiego w Warszawie (1955). Jest absolwentem Oficerskiej Szkoły MO w Szczytnie (1957). Początkowo zajmował się zwalczaniem przestępczości przeciwko życiu i zdrowiu w KSMO, a następnie przeciwdziałaniem przestępczości gospodarczej jako funkcjonariusz KGMO. Studia ukończył z tytułem magistra prawa w Akademii Spraw Wewnętrznych (1975), tam również ukończył kursy z zakresu pedagogiki szkoły wyższej i otrzymał stopień doktorski (1987) za pracę pt. Rola MO w przeciwdziałaniu przestępczości związanej z alkoholizmem. Habilitację otrzymał w 2005 na Wydziale Prawa i Administracji Uniwersytetu Warszawskiego na podstawie pracy pt. Przeciwdziałanie praniu pieniędzy. W latach 1975–1986 był st. wykładowcą w Zakładzie Kryminologii Instytutu Kryminalistyki i Kryminologii Akademii Spraw Wewnętrznych. W 1991 jako funkcjonariusz Biura Prewencji Komendy Głównej Policji, po pozytywnej weryfikacji, zwolnił się z Policji na emeryturę w stopniu pułkownika. W latach 1991–2001 był doradcą ds. bezpieczeństwa finansowego w Centrali Banku Handlowego w Warszawie S.A. Od 2001 poświęcił się wyłącznie pracy naukowo-dydaktycznej, początkowo na Wydziale Prawa i Administracji Uniwersytetu Warmińsko Mazurskiego w Olsztynie i Wyższej Szkole Informatyki Zarządzania i Administracji w Warszawie. W czerwcu 2015 obchodził czterdziestolecie pracy naukowej i dydaktycznej. Wielokrotnie wyróżniany odznaczeniami państwowymi za sukcesy zawodowe i pracę społeczną.

## Kierunki badań i analiz
J.W. Wójcik w trakcie nowatorskich badań i analiz, uwzględnia potrzeby praktyki związanej z bezpieczeństwem obrotu gospodarczego i obywateli RP, a przykładowo:
- czynniki nasilające wiktymizację społeczną[3] oraz zapobiegawczą rolę wiktymologii kryminalnej w genezie przestępstw przeciwko życiu, zdrowiu i mieniu[4], z uwzględnieniem nasilającej się wiktymizacji w cyberprzestrzeni[5];
- wyłonił wiktymologiczne aspekty zarządzania sytuacją kryzysową zarówno w banku, jak i w innych podmiotach gospodarczych[6];
- określił uwarunkowania nieprzystosowania społecznego i przestępczości nieletnich, ze szczególnym uwzględnieniem negatywnej roli niektórych podkultur młodzieżowych[7];
- określił rolę współczesnych stosunków społeczno-politycznych i biznesowych w patologii gospodarczej oraz w genezie współczesnych afer na tle triady: biznes – polityka- przestępczość, które dezorganizują wszelkie działania kontrolne[8];
- badał i analizował węzłowe w kryminologii zagadnienie ciemnej i złotej liczby przestępstw oraz wad policyjnych statystyk przestępczości[9];
- dokonał analizy współczesnych aspektów cyberprzestępczości, zasad jej zapobiegania oraz problematyki związanej z trudnym do rozpoznania i zabezpieczenia elektronicznym śladem transakcyjnym[10];
- wprowadził do teorii kryminalistyki nowe pojęcie tzw. śladu transakcyjnego. Tego rodzaju ślady, a szczególnie elektroniczne, pojawiają się w postępowaniach o przestępstwa gospodarcze, w szczególności zaś oszustwa finansowe. Zauważa on, że: „transakcje wynikające z modus operandi sprawców prania pieniędzy mają najczęściej charakter legalny, lecz niezmiernie trudno je rozpoznać. Zatem ślady dokumentacyjne transakcji związanych z praniem pieniędzy, zarówno w instytucjach finansowych, jak i niefinansowych, mają charakter jawny i jak się wydaje zgodny z prawem”[11]. Wagę określenia tego terminu dostrzega wielu autorów[12].
- Podkreślił rolę edukacji i profesjonalizmu w działaniach zapobiegawczych, a szczególnie w aspektach: prania pieniędzy, oszustw finansowych oraz tzw. oszustw nigeryjskich[13], cyberprzestępczości, fałszerstw dokumentów publicznych i kradzieży tożsamości[14].
- Mając na względzie przestępczość zorganizowaną dokonał analizy przestępczości mafijnej, porwania dla okupu, handlu ludźmi i ludzkimi organami oraz prawnego systemu zapobiegania[15].
- Wiele uwagi w swoich publikacjach poświęca zagadnieniu ochrony własności intelektualnej, która jest istotnym problemem naszych czasów[16].
- Przykładem, który miał istotny wpływ na poszerzenie działań zapobiegawczych, oprócz znanych już metod przeciwdziałania oszustwom finansowym oraz praniu pieniędzy, szczególnie przydatny okazał się nowy program „Know Your Customer” Policy[17]. Jako pierwszy w Polsce już na początku lat 90. XX wieku dostosował ten program jako praktyk bankowy poświęcając mu wiele uwagi w ramach konferencji naukowych, edukacji pracowników, procedur bankowych i publikacji naukowych.
- Wiele wykładów i publikacji poświęcił jednemu z najbardziej złożonych zagadnień, jakim jest przeciwdziałanie praniu pieniędzy[18] i finansowanie terroryzmu[19]. Jest autorem jednej z pierwszych w Polsce monografii dotyczącej zjawiska prania pieniędzy[20], za którą pismem z dnia 10 kwietnia 1997 r. otrzymał gratulacje od Prezydenta RP Aleksandra Kwaśniewskiego.
- W uznaniu profesjonalizmu związanego z tematyką przeciwdziałania praniu pieniędzy Związek Banków Polskich delegował go do prac w grupie ekspertów – wybitnych prawników (wspólnie z prof. Oktawią Górniok i prof. Leonem Tyszkiewiczem) w podkomisji sejmowej pracującej nad projektem ustawy o przeciwdziałaniu praniu pieniędzy i finansowaniu terroryzmu, która została uchwalona 16 listopada 2000 r. Natomiast aktem z dnia 11 października 2001 r. Ireneusz Wilk Generalny Inspektor Informacji Finansowej mianował na eksperta Rady do Spraw Informacji Finansowej przy Ministrze Finansów, w której brał udział w budowaniu od podstaw polskiej jednostki wywiadu finansowego.
- Dokonał szerokiej analizy zagadnienia ochrony informacji, dostępu do informacji publicznej i ochrony informacji reglamentowanych prawnie na tle wywiadu i kontrwywiadu gospodarczego przy poszanowaniu tajemnicy przedsiębiorstwa i zasad legalnej konkurencji w biznesie[21].
- W swych publikacjach, wykładach i referatach naukowych wielokrotnie uzasadniał kreatywność i nowoczesność przestępczych metod oraz potrzebę szerokiej edukacji w kierunku systematycznego rozpoznawania zagrożeń, a przede wszystkim konieczność wymiany doświadczeń przedstawicieli nauki i praktyki z instytucji finansowo-bankowych, jako ważny obszar analiz i badań naukowych.